# Faith (musikalbum av The Cure)
Faith är det tredje studioalbumet av det engelska rockbandet The Cure, utgivet den 11 april 1981 på Fiction Records. Det producerades av bandet själva tillsammans med Mike Hedges. Albumet återutgavs 2005.

## Låtlista
Alla låtar är skrivna av Simon Gallup, Robert Smith, Laurence Tolhurst
1. "The Holy Hour" - 4:25
2. "Primary" - 3:35
3. "Other Voices" - 4:28
4. "All Cats Are Grey" - 5:28
5. "The Funeral Party" - 4:14
6. "Doubt" - 3:11
7. "The Drowning Man" - 4:50
8. "Faith" - 6:43

## Singlar
- "Primary" (20 mars 1981)

## Medverkande
- Robert Smith - sång, gitarr, keyboard
- Simon Gallup - bas
- Laurence Tolhurst - trummor